# Episodi di Jordskott (seconda stagione)
La seconda stagione della serie televisiva Jordskott, composta da 8 episodi, è stata trasmessa in Svezia, da SVT1, dal 15 ottobre al 3 dicembre 2017.
In Italia la stagione è stata interamente pubblicata il 25 agosto 2022 su Serially.
| nº | Titolo originale | Titolo italiano | Prima TV Svezia  | Pubblicazione Italia |
| -- | ---------------- | --------------- | ---------------- | -------------------- |
| 1  | Del XI           | Capitolo XI     | 15 ottobre 2017  | 25 agosto 2022       |
| 2  | Del XII          | Capitolo XII    | 22 ottobre 2017  | 25 agosto 2022       |
| 3  | Del XIII         | Capitolo XIII   | 29 ottobre 2017  | 25 agosto 2022       |
| 4  | Del XIV          | Capitolo XIV    | 5 novembre 2017  | 25 agosto 2022       |
| 5  | Del XV           | Capitolo XV     | 12 novembre 2017 | 25 agosto 2022       |
| 6  | Del XVI          | Capitolo XVI    | 19 novembre 2017 | 25 agosto 2022       |
| 7  | Del XVII         | Capitolo XVII   | 26 novembre 2017 | 25 agosto 2022       |
| 8  | Del XVIII        | Capitolo XVIII  | 3 dicembre 2017  | 25 agosto 2022       |